# 1586-й военный клинический госпиталь
1586-й окружной военный клинический госпиталь Министерства обороны Российской Федерации — госпиталь, обслуживающий военнослужащих Западного Военного округа.

## История
1586-й военный клинический госпиталь Министерства обороны Российской Федерации создан в начале Великой Отечественной войны. Днём создания госпиталя № 2939 считается 20 июля 1941 г. Первым начальником был назначен военврач 3 ранга Григораш Фёдор Фёдорович. В конце октября 1941 года госпиталь № 2939 передислоцируют в Москву. В Москве был расположен по адресу Яковлевский переулок. (в настоящее время — Яковоапостольский переулок), дом № 8.

## Командование
- Григораш Фёдор Фёдорович
- Иванов Владимир Алексеевич (1948—1952)
- Рудаков Яков Георгиевич (1952—1960)
- Горбунов Григорий Иванович (1966—1969)
- Чхаидзе Мамия Виссарионович (1969—1978)
- Симаков Алексей Васильевич (1978—1983)
- Никитин Иван Прохорович (1983—1987)
- Немытин Юрий Викторович (1987—1990)
- Уразов Сабит Хамитович, (1990—1999)
- Унгурян Георгий Антонович. (1999—2006)
- Долгов Евгений Николаевич (2006—2021)
- Коновалов Петр Петрович (2021 по н.в.)

## Филиалы
| Филиал №          | Фотография                 | Адрес                                                                        | Координаты |
| ----------------- | -------------------------- | ---------------------------------------------------------------------------- | ---------- |
| 1 (1029 ЦВГ ВДВ)  |                            | г. Тула                                                                      |            |
| 2                 |                            | Московская область, Солнечногорский район, г. Солнечногорск-7                |            |
| 3 (1273 ВГ МВО)   |                            | Московская обл., г. Наро-Фоминск, ул. Шибанкова, д.58                        |            |
| 4                 |                            | г. Смоленск, ул. Фрунзе, д.35                                                |            |
| 5                 |                            | Московская область, г. Долгопрудный, мкр-н Хлебниково, ул. Станционная, д.16 |            |
| 6 (395 ВГ МВО)    |                            | г. Рязань, Первомайский проспект, д.25                                       |            |
| 7 (402 ВГ МВО)    | Тверской военный госпиталь | г. Тверь, Петербургское шоссе, д.18                                          |            |
| 8 (2441 ВГ МВО)   |                            | Московская обл., Наро-Фоминский район, п. Селятино, ул. Госпитальная         |            |
| 9 (1414 ВГ МВО)   |                            | г. Тамбов, ул. Красноармейская, д. 1                                         |            |
| 10 (47 ВГ КСпН)   |                            | Московская обл., Одинцовский район, г. Кубинка, д.106                        |            |
| 11 (1199 ВГ РВСН) |                            | Калужская область, Боровский район, г. Балабаново-1, ул. Дзержинского        |            |